# Långselet (Vilhelmina socken, Lappland)
Långselet är en sjö i Vilhelmina kommun i Lappland och ingår i Ångermanälvens huvudavrinningsområde. Långselet ligger i Marsfjället Natura 2000-område.